# Cormoran de Foveaux
Leucocarbo stewarti
Espèce
Statut de conservation UICN

 VU  : Vulnérable

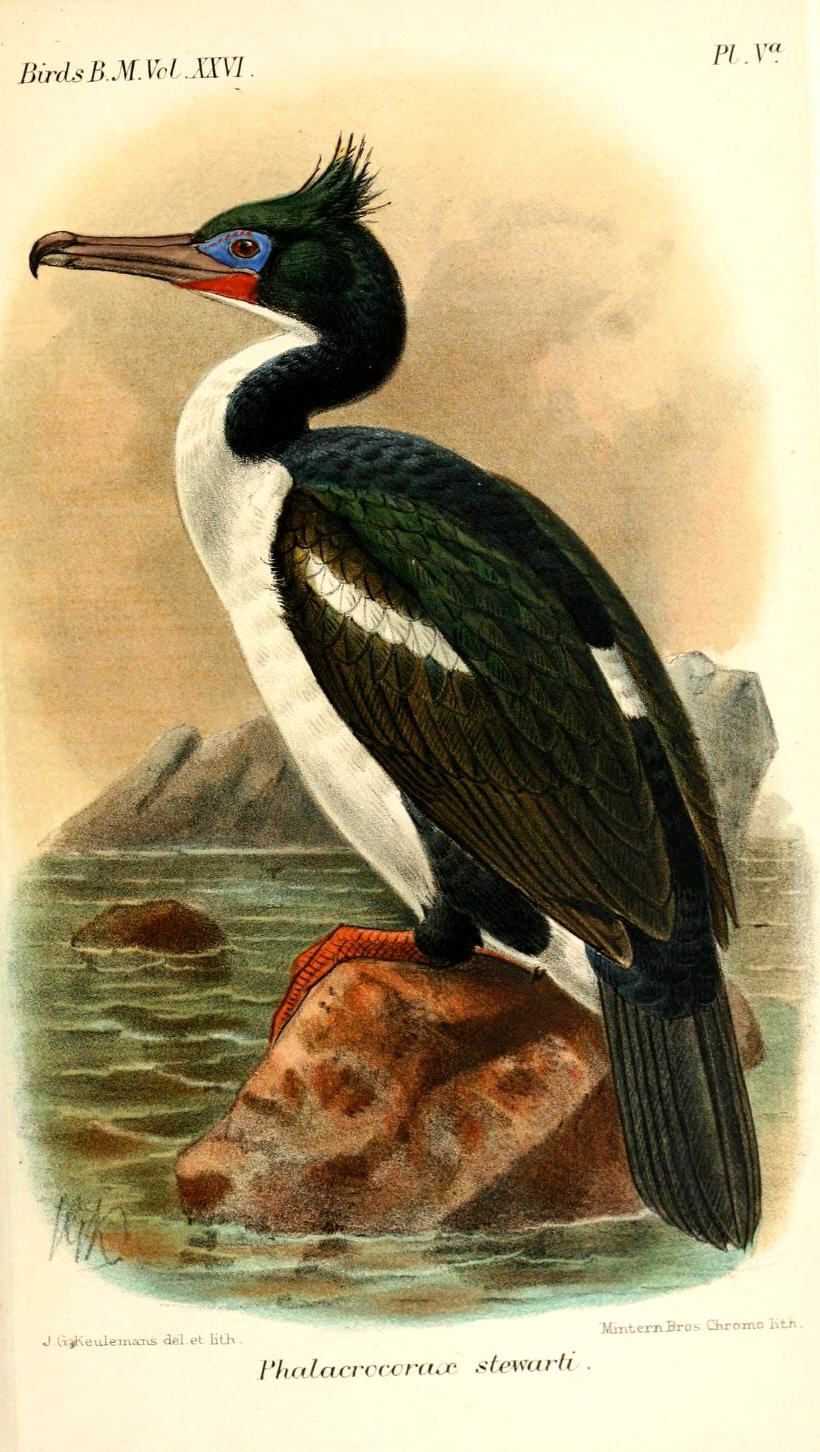
Peinture tirée du Catalogue des oiseaux du British Museum, 1897.

Le Cormoran de Foveaux (Leucocarbo stewarti) est une espèce d'oiseaux marins de la famille des Phalacrocoracidae, endémique de l'île Stewart et du détroit de Foveaux, dont il tire son nom vernaculaire.

## Description
L'espèce possède deux formes. Environ la moitié des individus (un pourcentage plus élevé que chez le Cormoran bronzé) ont un plumage pie, avec des plumes noires et blanches, et le reste des individus est entièrement sombre. Les deux formes se reproduisent ensemble. Ces grands oiseaux trapus mesurent 68 cm de long et pèse entre 1,8 et 2,9 kg. Ils sont légèrement plus petit que les Cormorans bronzés.
Pendant la période de reproduction, les Cormorans de Foveaux ont des papilles orange foncé sur le visage et une poche gulaire orange vif.

## Répartition et conservation
Les Cormorans de Foveaux ont petite aire de répartition qui se limite à l'île Stewart et au détroit de Foveaux, Les spécimens de musée ainsi que les vestiges archéologiques et d'os subfossiles suggèrent que c'est le cas depuis la préhistoire. Des individus naufragés sont parfois retrouvés sur les plages à Otago. Ils se reproduisent en colonie à partir de septembre, construisant des nids en coupe surélevés à partir de matière organique et de guano sur les îles et les falaises. Les colonies sont suffisamment grandes pour être facilement visibles et sont utilisées chaque année. Ils se nourrissent dans les eaux côtières à moins de 30 m de profondeur et sont rarement, voire jamais, observés à l'intérieur des terres ou au large.
Il reste moins de 2 500 Cormorans de Foveaux. La population semble stable et conserve une grande partie de sa diversité génétique par rapport au Cormoran bronzé, qui continue de décliner. Les Cormorans de Foveaux s'en sortent mieux que les Cormorans bronzés car ils nichent sur des îles inaccessibles mais proche de la côté. Néanmoins, leurs faibles populations rend les deux espèces vulnérables, et les efforts de conservation devront être adaptés à la démographie, aux variations génétiques et à la répartition géographique restreinte de chaque espèce.

## Taxonomie
Jusqu'en 2016, le Cormoran de Foveaux était considéré conspécifique avec le Cormoran bronzé (L. chalconotus ), appelé Cormoran de l'île Stewart. Les analyses de l'ADN mitochondrial suggère que le Cormoran bronzé est en réalité plus étroitement lié au Cormoran des Chatham (Leucocarbo onslowi), et des différences ostéologiques, morphologiques, morphométriques, comportementales et génétiques soutiennent la reconnaissance des Cormorans de Foveaux en tant qu'espèce distincte, Leucocarbo stewarti. Les Cormorans de Foveaux et bronzé ont probablement divergé lorsque les populations ont été divisées par la baisse du niveau de la mer au Pléistocène, et les îles Chatham ont été colonisées par le Cormoran bronzé. D'autres taxonomistes ont gardé le Cormoran bronzé et le Cormoran de Foveaux conspécifiques.
Le nom valide complet (avec auteur) de ce taxon est Leucocarbo stewarti (Ogilvie-Grant, 1898).
L'espèce a été initialement classée dans le genre Phalacrocorax sous le protonyme Phalacrocorax stewarti Ogilvie-Grant, 1898.
Leucocarbo stewarti a pour synonymes : Phalacrocorax stewarti Ogilvie-Grant, 1898.